# Hẹ thẳng
Hẹ thẳng, danh pháp khoa học Vallisneria americana, là một loài thực vật có hoa trong họ Hydrocharitaceae. Loài này được Michx. miêu tả khoa học đầu tiên năm 1803.